# Anne-Mette Winther Christiansen
Anne-Mette Winther Christiansen (født 22. januar 1966 i Nibe) er en dansk politiker fra partiet Venstre. Hun var folketingsmedlem for Østjyllands Storkreds (tidligere Århus Amtskreds) mellem 8. februar 2005 og 2015. Hun var næstformand i Venstres folketingsgruppe og sad derfor også i Venstres hovedbestyrelse.

## Liv og karriere
Anne-Mette er datter af landmand Preben Wittrup Andersen og socialrådgiver Else Winther Andersen. Anne-Mette Winther Christiansens mor Else Winther Andersen var folketingsmedlem fra den 12. december 1990 og socialminister fra den 18. december 1990 til den 25. januar 1993.

## Parlamentarisk karriere
Anne-Mette Winther Christiansen blev første gang valgt til byrådet i Ringsted Kommune i 1994, hvor hun sad til 1999. Her var hun formand for Børn & Unge Udvalget, hvor tvangsfjernelse af børn var et af fokusområderne.
Anne-Mette Winther Christiansen er Venstres kandidat i Djurskredsen. Hun blev første gang valgt ind i Folketinget ved Folketingsvalget i 2005, hvor hun sad som i social-, uddannelses- og integrationsudvalget og sad i gruppebestyrelsen indtil 2007.
Ved Folketingsvalget i 2007, den 13. november, blev Anne-Mette Winther Christiansen genvalgt. Hun blev valgt ind som næstformand i Venstres gruppe ved samme lejlighed og fik hovedordførerposten som partiets uddannelsesordfører (siden 2007) og posten som næstformand i Videnskabsudvalget (siden foråret 2010).

## Formands-, udvalgs- og ordførerposter
Anne-Mette Winther Christiansen sidder i Venstres hovedbestyrelse og har gjort det siden 2007, hvor hun blev valgt til næstformand for folketingsgruppen. Her sidder hun sammen med partiets formand Kristian Jensen, politisk ordfører Peter Christensen, sekretær Jens Vibjerg og fire andre bestyrelsesmedlemmer (Jacob Jensen, Flemming Damgaard Larsen, Lars Chr. Lilleholt og Claus Hjort Frederiksen).
Anne-Mette Winther Christiansen er medlem af Socialudvalget, Videnskabsudvalget (næstformand), Udvalget for Forretningsordenen, Udvalg til valgs prøvelse, Energipolitisk udvalg og er desuden stedfortræder i Uddannelsesudvalget samt i Sundhedsudvalget.
Anne-Mette Winther Christiansen var fra 2007 til foråret 2011 uddannelsesordfører for Venstre og er på denne post ansvarlig for at tegne partiet Venstres uddannelsespolitiske linje, hvor området spænder vidt. Det uddannelsespolitiske felt tager sig af alt lige fra folkeskoleområdet, ungdomsuddannelser, erhvervsuddannelser (EUD, AMU, AUF, KVU), videnskab og internationalisering, professionshøjskoler, voksen- og efteruddannelse ((VEU og VUC), SU, integration, erhvervsgrunduddannelse (EGU), de frie skoler, efterskoler og landsbrugsuddannelser.
I forbindelse med regeringsrokaden i 2011 blev Anne-Mette Winther Christiansen udpeget som socialordfører for Venstre.
Hun er desuden formand for Venstre landspolitiske netværk for Social & Sundhed.

## Øvrig karriere
Anne-Mette Winther Christiansen blev student fra Paderup Amtsgymnasium i 1986.
I 1988-1992 tog Anne-Mette Winther Christiansen en læreruddannelse fra Haslev Seminarium, hvorefter hun fra 1992-1999 arbejdede som lærer på Slaglille-Bjernede Skole.
Fra 2002-2004 tog Anne-Mette Winther Christiansen en lederuddannelse i Grenaa i forbindelse med sit job som afdelingsleder på Vestre Skole i Grenaa, hvor hun var leder fra 2000-2005. Inden da arbejdede Anne-Mette Winther Christiansen som lærer på Vestre Skole fra 1999-2000.